# Парамонов, Сергей Викторович
Сергей Викторович Парамонов (2 июня 1958, Челябинск, СССР — 18 октября 2012, Троицк, Россия) — советский и российский хоккеист и российский тренер.

## Биография
Провел за «Трактор» 13 сезонов, в которых сыграл 569 матчей и набрал 55 (26+29) очков. Был капитаном команды в сезоне 1989/1990.
В 1978 году в составе сборной СССР стал победителем молодёжного чемпионата мира.
18 октября 2012 играл в составе ветеранов челябинского «Трактора». После первого периода скончался из-за повторного инфаркта миокарда.
Похоронен на Преображенском кладбище Челябинска.
Сын Михаил (род. 1982) также хоккеист.